# Polenica (Ustroń)
Polenica (ok. 485 m n.p.m.) – szczyt w masywie Małej Czantorii w Beskidzie Śląskim. Znajduje się w jej północno-wschodnim grzbiecie opadającym na Pogórze Śląskie.
Południowe i południowo-wschodnie stoki Polenicy opadają do doliny potoku Młynówka Ustrońska (także potok Bładniczka). Polenica jest porośnięta lasem, ale są na niej niewielkie polany będące pozostałością dawnych pastwisk. W całości znajduje się w granicach miasta Ustroń w województwie śląskim, w powiecie cieszyńskim.